# Lubny (huyện)
Huyện Lubny (tiếng Ukraina: Лубенський район, chuyển tự: Lubnys’kyi raion) là một huyện của tỉnh Poltava thuộc Ukraina. Huyện Lubny có diện tích 1375 kilômét vuông, dân số theo điều tra dân số ngày 5 tháng 12 năm 2001 là 39970 người với mật độ 29 người/km2. Trung tâm huyện nằm ở Lubny.